# Helicoverpa giacomelli
Helicoverpa giacomelli là một loài bướm đêm trong họ Noctuidae.